# Marius Barbarou
Pour les articles homonymes, voir Barbarou.

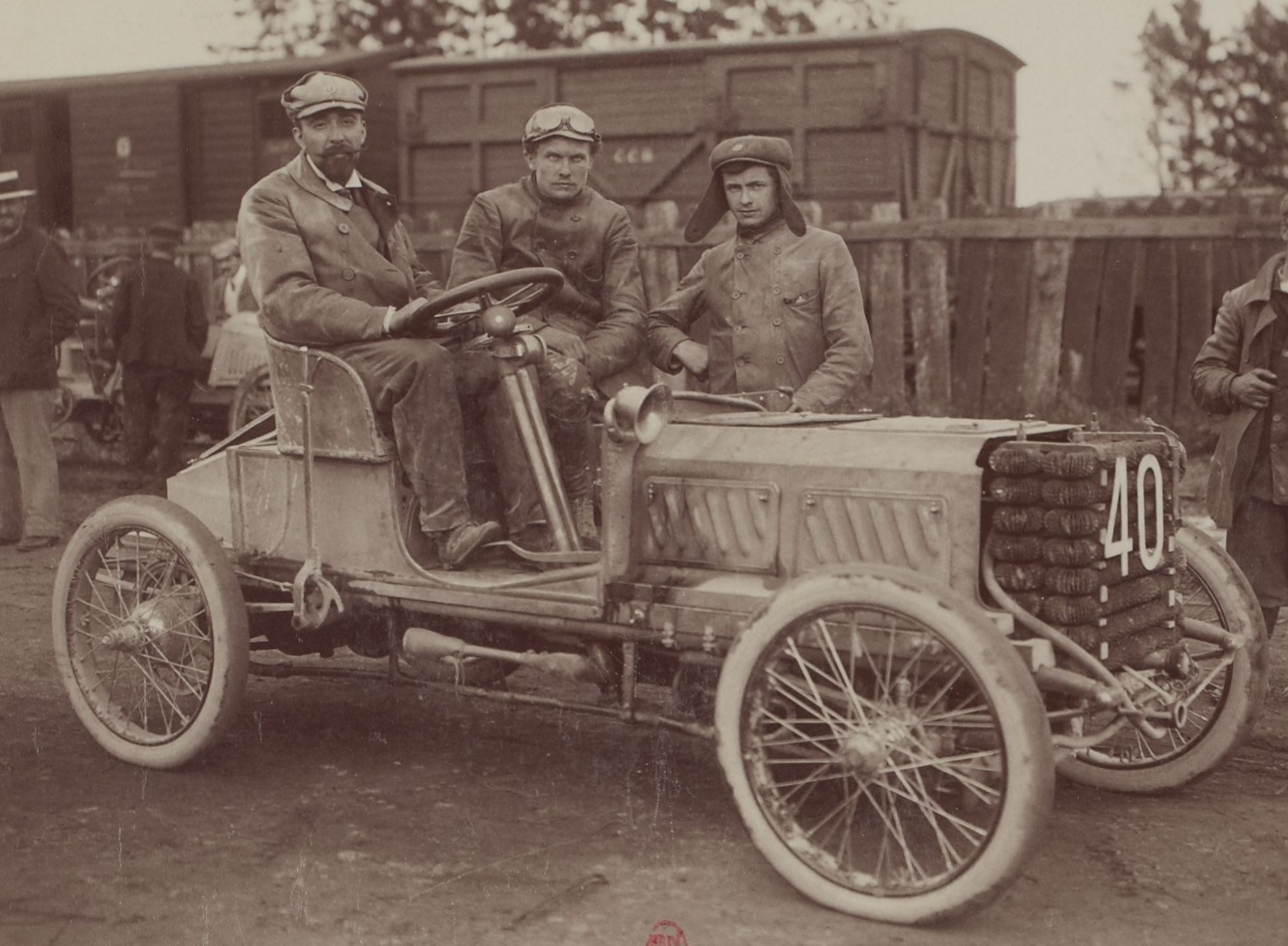
Marius Barbarou sur une Clément-Bayard au Circuit des Ardennes en 1902.

Marius Barbarou, né le 28 octobre 1876 à Moissac (Tarn-et-Garonne) et mort le 8 décembre 1956 (à l'âge de 80 ans) à Neuilly-sur-Seine, est un ingénieur motoriste en automobile et aviation ainsi que pilote automobile français.

## Biographie

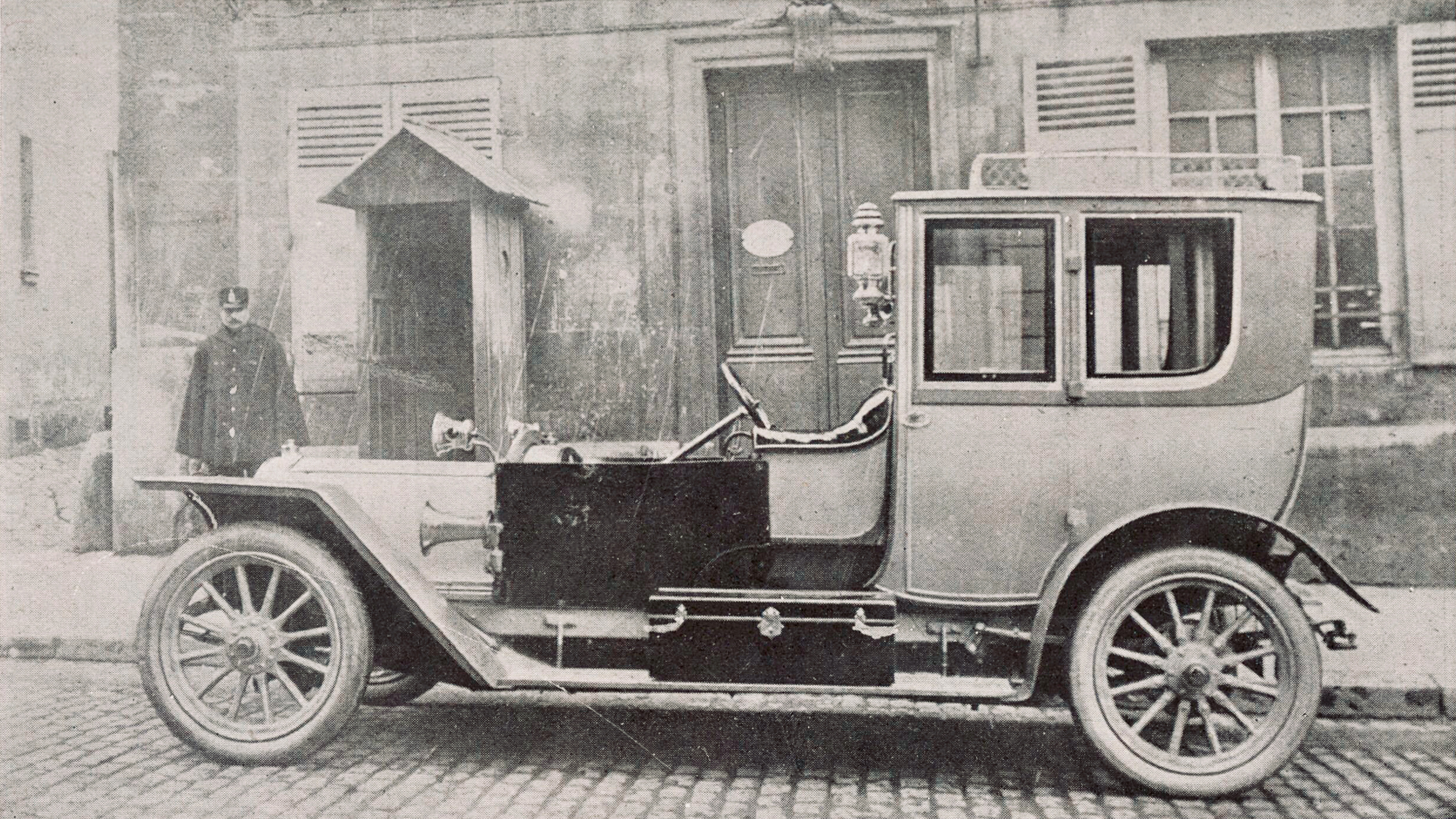
Une puissante Delaunay-Belleville de la bande à Bonnot.

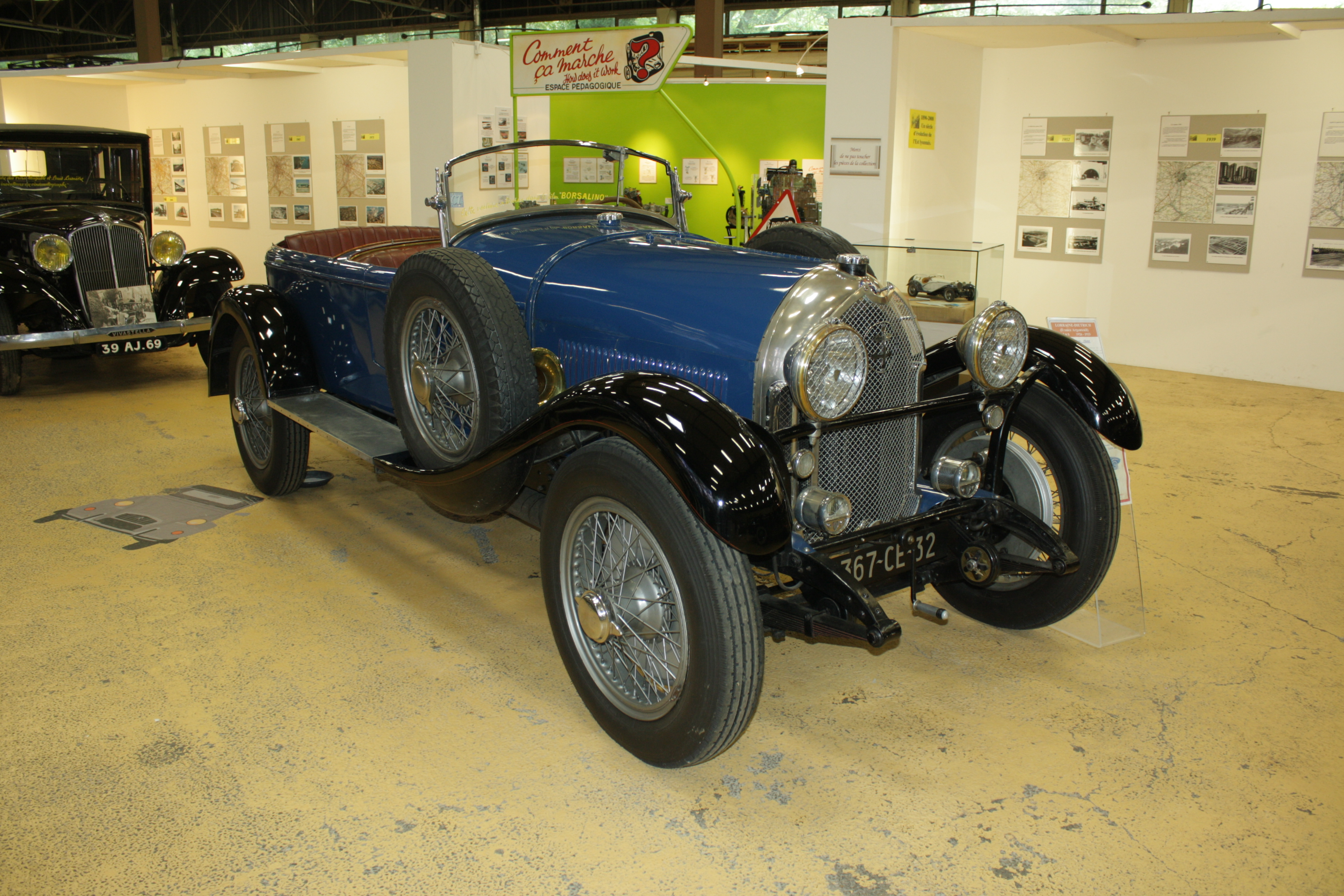
Une Lorraine-Dietrich B3-6S (ayant servi de modèle pour l'affiche du film Borsalino).

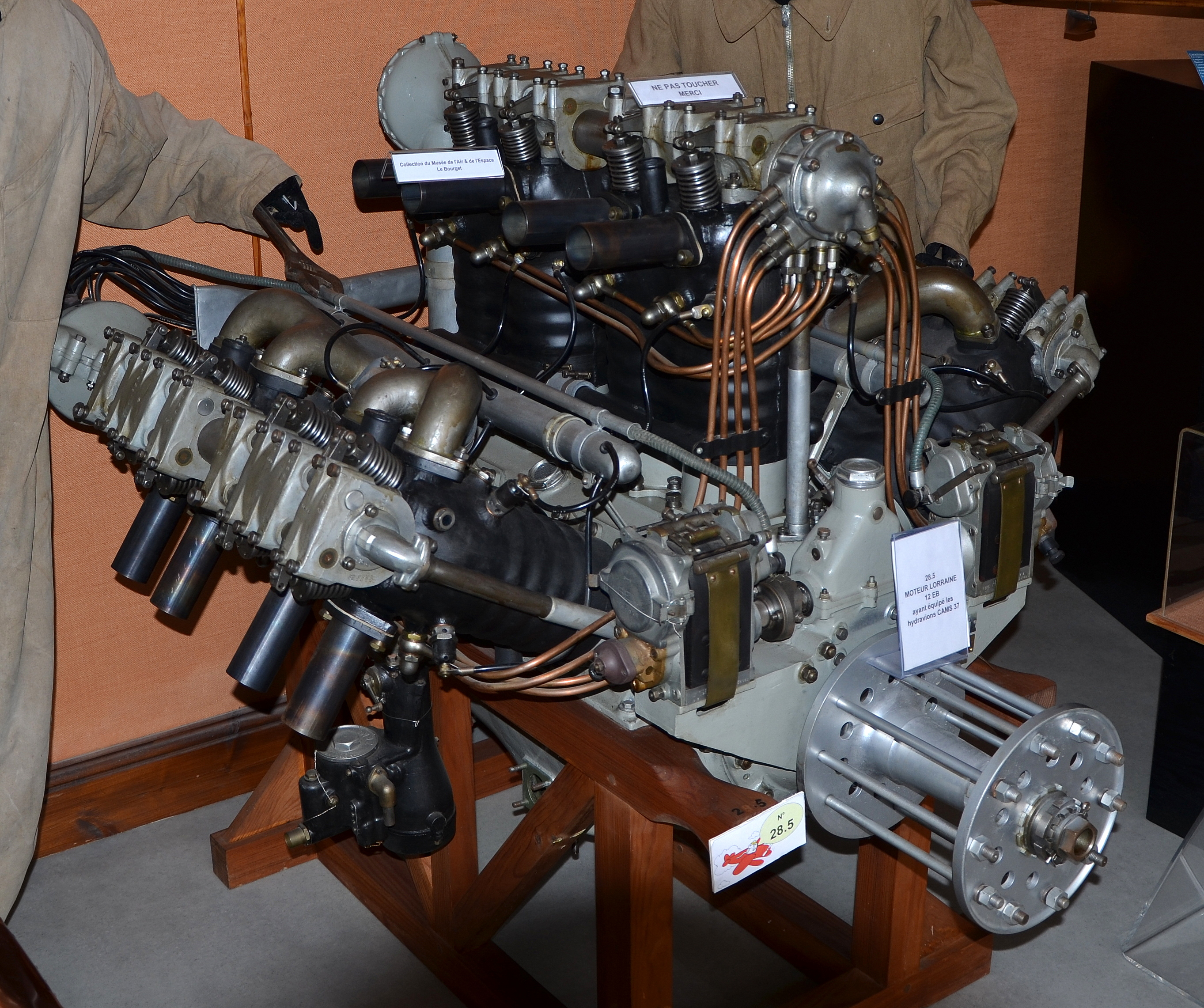
Un moteur Lorraine 12 Eb, du Musée de l'Air...

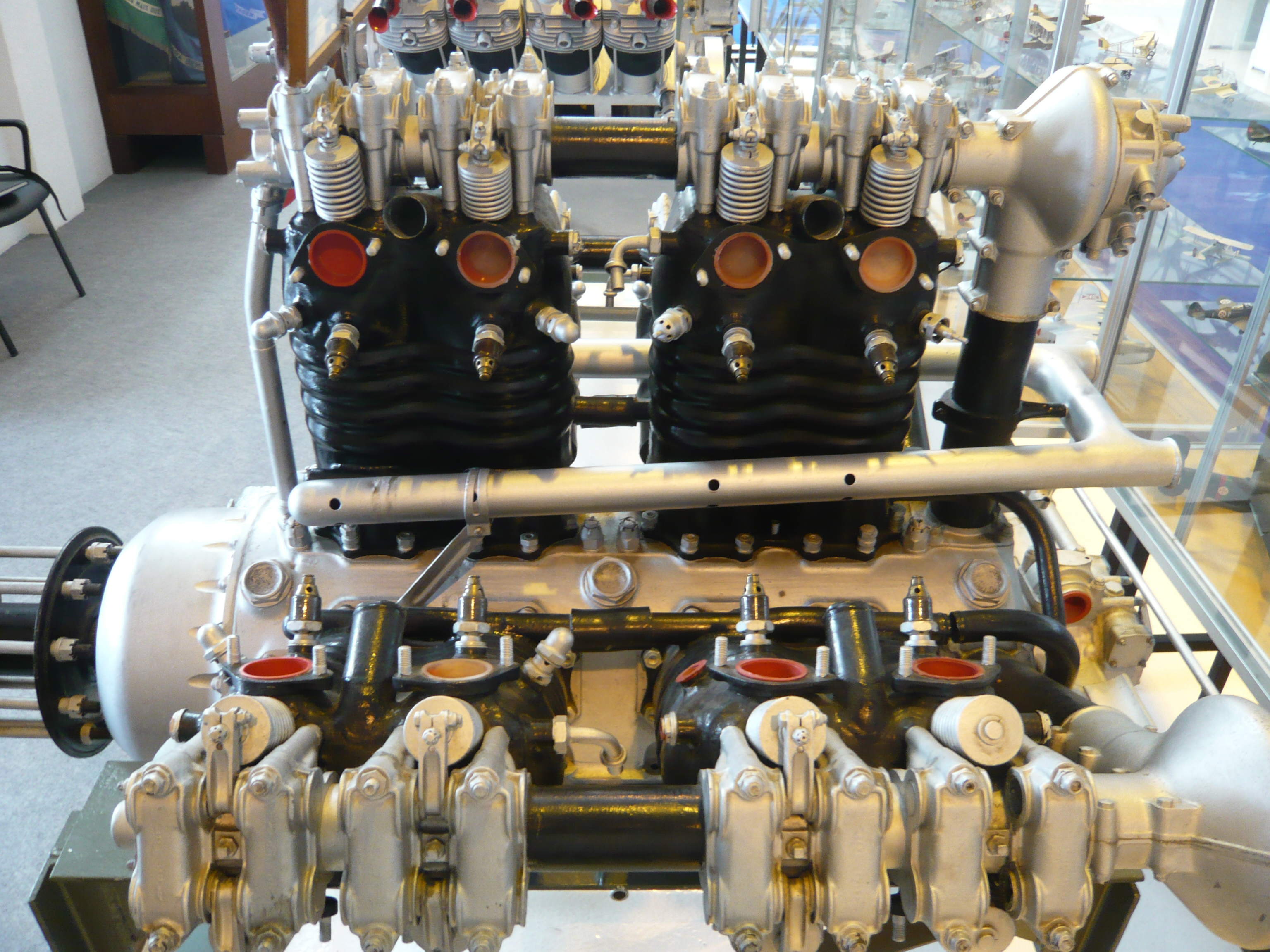
...ici également.

Fils d'un forgeron, il abandonne ses études pour travailler avec son père en 1891, puis il débute entre 1893 et 1894 son apprentissage en mécanique à Paris dans l'atelier de Gustave Chauveau and d'Aimé Witz chez Panhard & Levassor. Il présente alors à l'Exposition Universelle de Paris en 1900 sa première réalisation, un moteur deux cylindres en V à soupapes internes et externes. En fin d'année, il entre au bureau d'étude d'Adophe Clément : de 1900 à 1902, il réalise trois modèles à soupapes d'admission commandées, dont deux quatre cylindres, entrant tous en phase de production.
Entre octobre 1902 et mai 1904, il est nommé à 25 ans à peine directeur technique chez Benz, à Mannheim, pour rattraper le retard pris depuis quelques mois sur Daimler. Cinq autres ingénieurs l'ont suivi dans son aventure outre-rhin, au grand déplaisir de Carl Benz qui garde aussi son bureau d'étude en place.
Entre 1901 et 1902, Barbarou pilote souvent ses voitures Clément en course (abandon au Paris-Berlin en 1901 en moins de 650 kg, puis en 1902 vainqueur de la catégorie des voitures légères aux premières 12 Heures de Huy et successivement classé 11e du Paris-Arras-Paris, 17e du Paris-Vienne, et 16e du Circuit des Ardennes). En 1903, il participe aussi à la course automobile Paris-Madrid, désormais pour le constructeur allemand (46e, en mai, sur une Parcifal exceptionnellement équipée d'un moteur de 60HP), il remporte la Course de côte de Malchamps au meeting de Spa sur un mille en septembre avec la Benz légère 60HP après avoir déjà gagné en juin à Huy avec la voiture, puis, bien qu'engagé, il ne redispute finalement pas le circuit ardennais, après avoir été impliqué en 1902 dans la présentation de ses conceptions à la course de côte Nice - La Turbie (où il s'est fait devancer par le 40HP qui équipe les voitures d'Emil Jellinek).
Entre juin 1904 et mars 1914, il exerce durant près de dix ans ses compétences pour les frères Pierre et Robert Delaunay-Belleville toujours comme directeur technique pour développer une gamme de modèles de luxe avec des moteurs réputés pour leur absence de vibrations, puis il part en avril chez la toute jeune entreprise Lorraine-Dietrich alors que le premier conflit mondial va éclater trois mois plus tard. Ses dirigeants ont remarqué alors sa fiabilité pérenne pour maîtriser de fortes puissances en matière automobile. Il dirige dès l'effort de guerre pour le groupe et ses usines à Argenteuil, où les ingénieurs réalisent pour l'aviation les moteurs qu'il conçoit, notamment le réputé Lorraine 12 Eb sorti en 1922.
Marius Barbassou fut inhumé à Moissac.

### Conceptions automobiles
- Benz Parsifal Phaéton (2 et 4 cylindres, pour des puissances de 8, 10, 14, 28 et 40 HP)
- Delaunay-Belleville HB4 Tourisme
- Delaunay-Belleville F6
- Moteur des Lorraine-Dietrich B3-6 qui ont remporté 7 podiums dont deux victoires aux 24 Heures du Mans, en 1924 (2èmes : Édouard Brisson et Stoffel, 3èmes : Gérard de Courcelles et André Rossignol), en 1925 (1ers : de Courcelles et Rossignol, 3èmes : « Stalter » et Édouard Brisson), et en 1926 (1ers : Robert Bloch et Rossignol, 2èmes : de Courcelles et Marcel Mongin, 3èmes : « Stalter » et Brisson). Lorraine-Dietrich devient la première des dix marques à date à avoir réalisé un triplé lors de l'épreuve.

### Conceptions aéronautiques
- Lorraine-Dietrich 12D (1918)
- Lorraine 14 E Antarès (1928)
- Lorraine 12 Q Eider (1928)
- Lorraine 18 G Orion (1929)
- Lorraine 12 F Courlis (1929)
- Lorraine 12Rcr Radium (1931)
- Lorraine 12 Petrel (1932)
- Lorraine 12 R Sterna (1937)

## Distinctions
- Commandeur de la Légion d'honneur (décret du 8 août 1931) ;
- Officier d'académie ;
- Chevalier de l'Ordre de Saint-Stanislas (3e classe).